# Миссия Буллита
«Миссия Буллита» — американская дипломатическая миссия в Советскую Россию, предпринятая в 1919 году по инициативе президента США Вудро Вильсона, его советника полковника Эдварда Хауза и премьер-министра Великобритании Дэвида Ллойд Джорджа; возглавлялась будущим первым американским послом в СССР, 28-летним Уильямом Буллитом; целью поездки было непосредственное ознакомление как с политической, так и с экономической ситуацией в РСФСР, а также — выработка условий прекращения Гражданской войны в России.

## История
Разные силы, враждовавшие в Гражданской войне, отправляли своих представителей в Париж, на мирную конференцию, и те сообщали противоположные сведения. Приезжали и белые офицеры, и люди от большевиков, контролировавших обе российские столицы, но заключивших сепаратный мир с Германией. Для прояснения ситуации Эдвард Хаус отправил разведывательную миссию, которая должна была начать переговоры с большевистским правительством. Кроме Буллита в состав входили два разведчика в штатском и один американский поэт. В Петрограде их встретили Зиновьев и Литвинов. В Москве делегацию принял Ленин, с которым у Буллита сложились взаимные симпатии.
В апреле 1919 года Уильям Буллит составил проект примирения всех воюющих сторон. В нём предполагалось, что все фактически существующие правительства сохраняют полную власть на контролируемых ими территориях — таким образом бывшая Российская империя делилась на 23 части. Некоторые из них уже были признаны международным сообществом: Финляндия, Украина и страны Прибалтики. Но независимыми государствами могли стать, например, Южная Россия, Урал, Сибирь и Татарстан. Проект ложился в общую концепцию Вильсона о самоопределении народов. Большевикам, находившимся в самой уязвимой ситуации и контролировавшим наименьшую территорию за весь период войны, оставались Москва, Петроград и восемь окружающих столицы губерний. Ленин согласился с предложением. Он подписал план и подтвердил своё участие в планируемой конференции в Осло. Буллиту и Хаусу оставалось убедить оставшиеся 22 стороны.
Однако сначала Вудро Вильсон должен был одобрить миссию — чтобы дипломаты получили власть и полномочия. Уильям Буллит отправился на встречу с президентом в Париж. Разговора так и не состоялось, Вильсон внезапно заболел. Историки до сих пор выдвигают разные версии по поводу того, почему так произошло. Президент устал, и у него были проблемы с сердцем; возможно, тогда случился его первый инсульт. Попытки Буллита добиться продолжения переговоров поддержки не получили, в мае 1919 он подал в отставку из Госдепартамента. Эдвард Хаус тоже расстроился: остановив японцев во Владивостоке, он считал, что Россию надо разделить под контролем западных держав. Но он ещё в 1918 году предвидел, что не сможет убедить Вильсона, а значит, не сможет добиться своей цели — установить мир. Именно сожаления об этом шли в дневнике сразу после пресловутой цитаты: «…остальной мир будет жить спокойнее, если вместо огромной России в мире будут четыре России. Одна — Сибирь, а остальные — поделённая европейская часть страны». Фактически к этому моменту Вильсон уже не проявлял интереса к послевоенному устройству России.